# Mobilisation

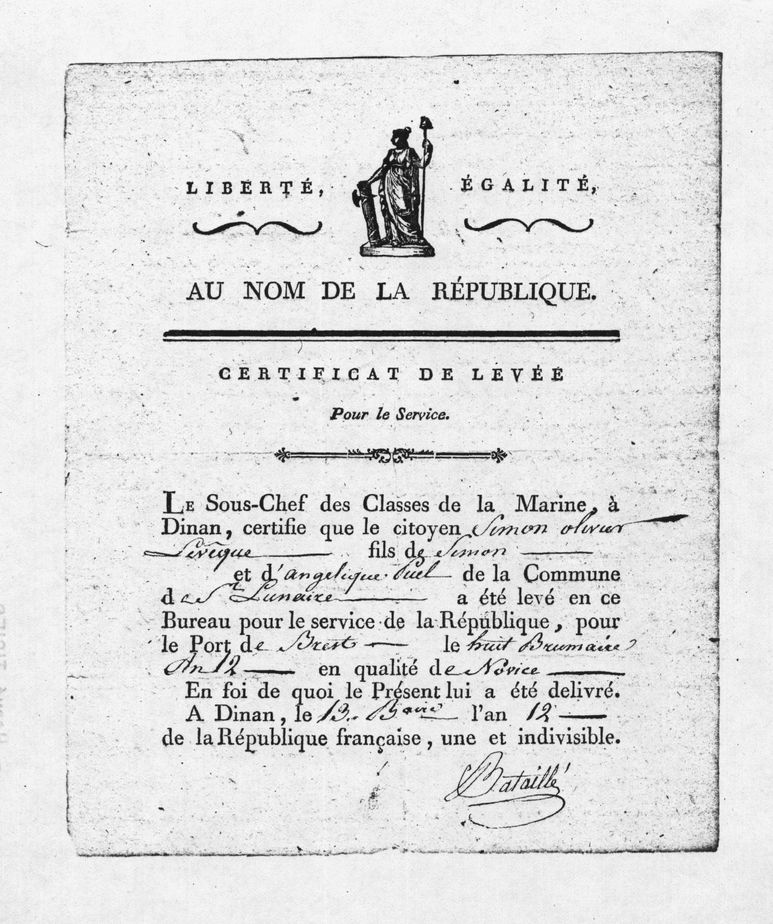
Certificat de levée donné à Dinan pour le port de Brest en l'an XII de la République française.

La mobilisation est l'acte d'assembler des troupes et du matériel afin de préparer une guerre, ou plus généralement de former des professionnels en réponse à une crise. 
Dans le domaine militaire, le mot « mobilisation » a été utilisé pour la première fois pour décrire la préparation de l'armée de Prusse pendant les années 1850 et 1860. La mobilisation devint un objet majeur d'organisation des armées avec le recours à la conscription, et encore plus avec l'introduction des chemins de fer au XIXe siècle. 
Les théories et les techniques de mobilisation ont depuis régulièrement évolué. Avant la Première Guerre mondiale(1914/1918) et la Seconde Guerre mondiale (1939/1945), plusieurs pays ont planifié de façon détaillée une mobilisation rapide et efficace dans l'éventualité d'une guerre.

## Généralités

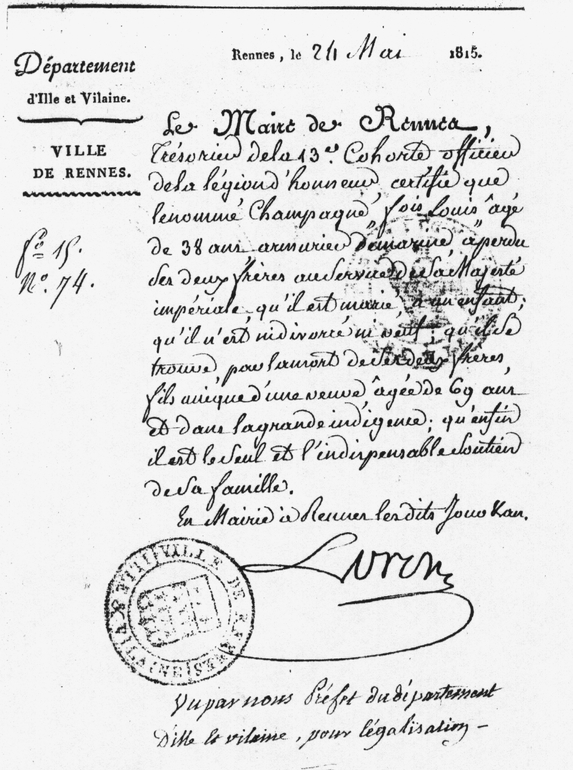
Attestation d'un maire en mai 1815 de la condition de soutien de famille d'un habitant de 38 ans.

En cas d'armée populaire, la mobilisation s'effectue par classe d'âge des hommes et des femmes ayant été reconnus aptes. En fonction des besoins, plusieurs classes peuvent être mobilisés simultanément ou successivement. Des lois peuvent être édictées pour régler ces questions, par exemple pour déterminer les conditions de sursis d'incorportation, notamment comme soutien de famille.

## Chronologie

### XIXesiècle

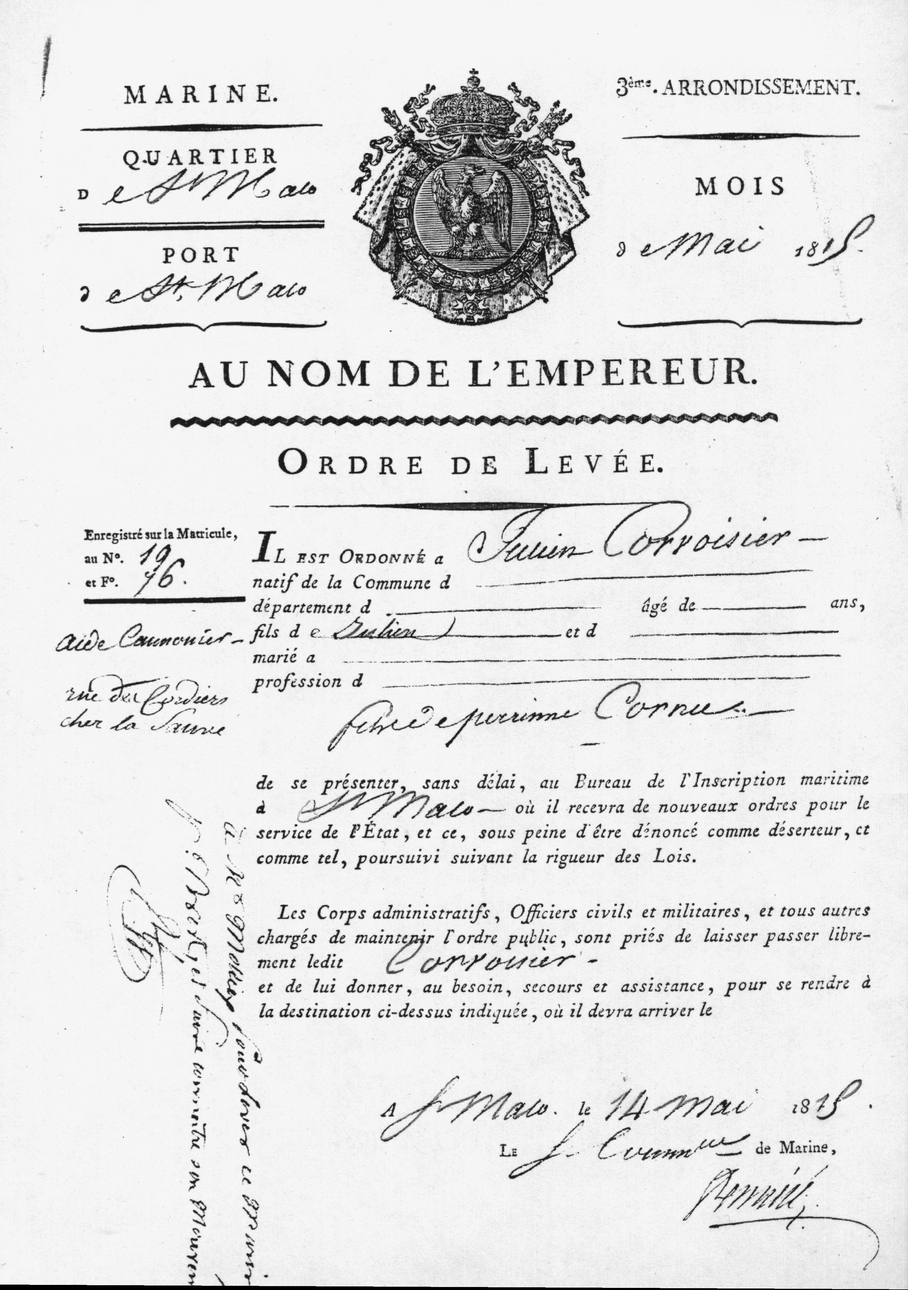
Passeport d'un aide-canonnier du quartier de Saint-Malo pour son embarquement ou service dans le port de Brest en mai 1815.

Sous le Premier Empire, les marins peuvent être prévenus par la municipalité qu'ils doivent prendre du service : un « certificat de levée » ou « ordre de levée » leur permet de justifier leur état et de circuler entre les ports sans être inquiétés par la gendarmerie.

### XXesiècle

#### 1914

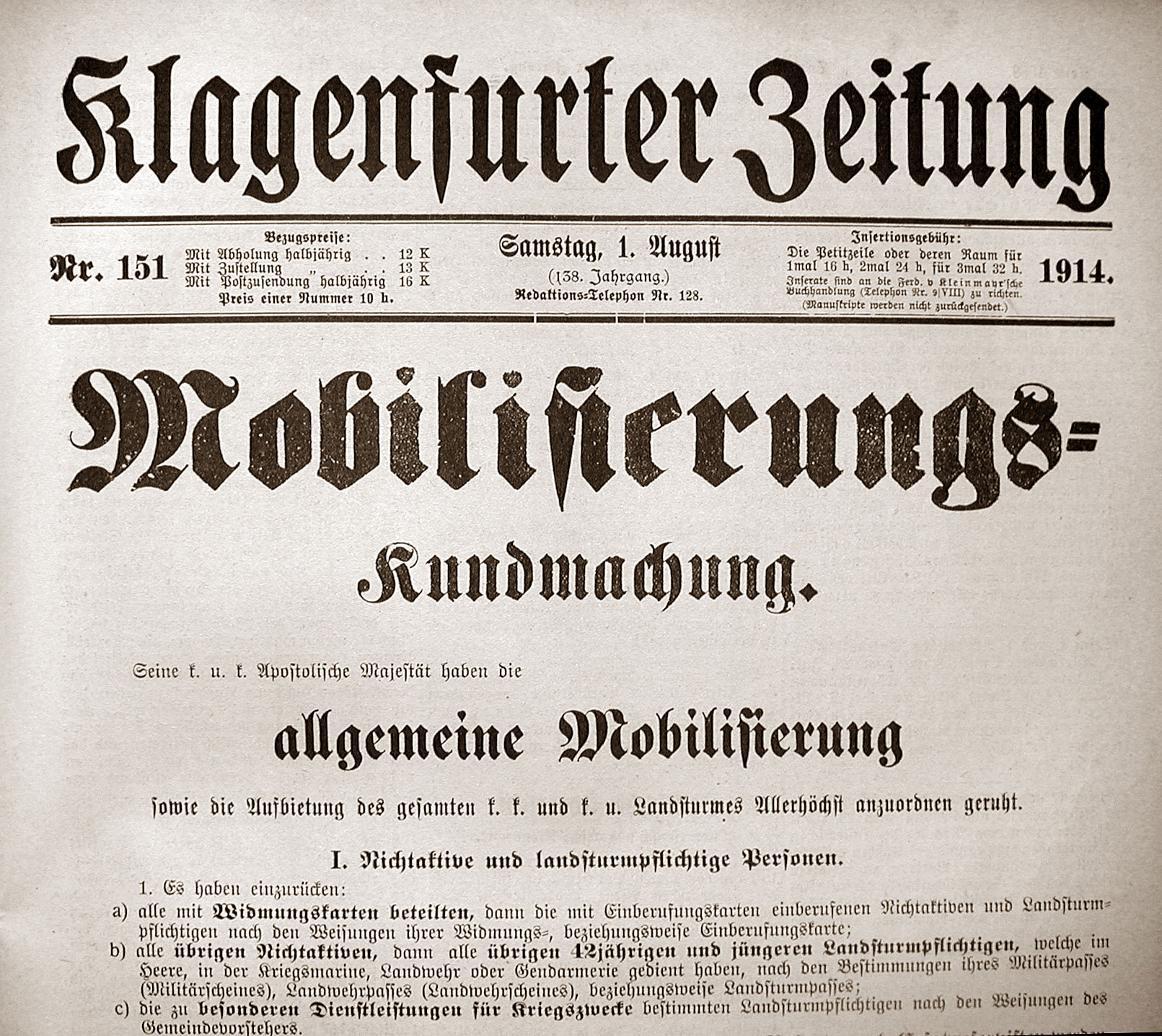
Autriche-Hongrie : avis de mobilisation générale dans la Klagenfurter Zeitung en 1914.

En 1914, le Royaume-Uni était la seule puissance européenne à ne pas adopter une politique militaire de conscription. Les autres grandes puissances (l'Autriche-Hongrie, France, Italie,  Allemagne et Russie) avaient rendu le service militaire obligatoire afin d'enrôler dans leurs armées respectives des millions d'hommes qu'elles croyaient nécessaires pour pouvoir gagner ce conflit majeur qu'est la Première Guerre mondiale. La France a adopté la « loi de trois ans » en 1913 afin d'étendre le service militaire des soldats enrôlés de force afin de correspondre à la taille de l'armée allemande, la population française étant de 40 millions d'habitants alors que la population allemande était quant à elle de 60 millions de personnes à cette époque. 
Les Britanniques et les Allemands ont également entamé une course à l'armement visant à construire une forte marine de guerre. Le 2 août 1914, la mobilisation générale en France commence. Le lendemain, le 3 août, l'Allemagne déclare la guerre à la France. Puis, le 4 août, l'Allemagne déclare la guerre à la Belgique.

#### 1939
La Pologne a en partie mobilisé ses troupes le 24 août 1939, avant de les mobiliser entièrement le 30 août, à la suite des tensions accrues avec l'Allemagne depuis mars 1939. Le 1er septembre 1939, l'Allemagne envahit la Pologne, ce qui a incité la France et le Royaume-Uni à déclarer la guerre à l'Allemagne. Cependant, ils ont été lents à se mobiliser, et au moment où la Pologne a été envahie par les puissances de l'Axe, seules des opérations mineures ont été réalisées par les Français sur la Sarre, c'est ce que l'on appelle la « drôle de guerre ». Le Canada se mobilise simultanément peu de jours après le déclenchement de la Seconde Guerre mondiale.

### XXIesiècle
La mondialisation et la participation de la société civile aux différents enjeux sociétaux a fait évoluer radicalement le champ et les méthodes de mobilisation qui s'appliquent maintenant à toutes sortes de crises, comme la crise écologique, les crises alimentaires, la crise climatique... À titre d'exemple, à l'occasion de la Conférence de Paris de 2015 sur le climat, le ministère de l'Écologie, du Développement durable et de l'Énergie a lancé sur son site une mobilisation de la société civile, pour préparer les multiples rencontres entre les meilleurs experts mondiaux qui ont eu lieu lors de la Conférence. 